# Chirixalus doriae
Chirixalus doriae és una espècie d'amfibi que viu a Cambodja, Xina, l'Índia, Laos, Myanmar, Tailàndia i el Vietnam.
Està amenaçada d'extinció per la pèrdua del seu hàbitat natural.